# Flunitrazepam
Flunitrazepam (Narcozep, Rohypnol, Rohipnol, Roipnol, roofies) je lek iz grupe benzodiazepina srednje brzine dejstva koji se koristi kao hipnotik, sedativ, antikonvulsant, anksiolitik i miorelaksant.
Flunitrazepam se uglavnom propisuje kao hipnotik za kratkotrajno lečenje hronične ili jake insomnije kada drugi lekovi nisu delotvorni, posebno tokom bolničke nege. On se smatra jednim od najefektivnijih benzodiazepinskih hipnotika. Poput drugih hipnotika, flunitrazepam se treba koristiti samo na kratkotrajnoj bazi ili povreneno.
Flunitrazepam se klasifikuje kao nitro-benzodiazepin. On je fluorosani metilamino derivat nitrazepama. Drugi nitro-benzodiazepini su nitrazepam (roditeljsko jedinjenje), nimetazepam (metilamino derivat) i klonazepam (hlorinisani derivat).

## Spoljašnje veze
- [http://www.inchem.org/documents/pims/pharm/pim021.htm
- Архивирано на веб-сајту  (6. август 2011)

|  | Molimo Vas, obratite pažnju na važno upozorenje u vezi sa temama iz oblasti medicine (zdravlja). |